# Mari Cruz Díaz García
Mari Cruz Díaz García (Viladecans, 24 d'octubre de 1969) és una atleta catalana retirada especialitzada en la prova de marxa atlètica, en què aconseguí ser campiona d'Europa el 1986.

## Carrera esportiva
Es formà a l'escola de marxa de Viladecans i fou membre del Club Natació Barcelona. El 1985, va guanyar la medalla d'or al Campionat d'Europa Júnior d'Atletisme en els 5000 m marxa, ex aequo amb la seva convilatana María Reyes Sobrino amb qui va entrar a la meta agafada de la mà.
En categoria absoluta, guanyà dos Campionats d'Espanya de 10 km marxa en ruta (1984, 1986) i tres Campionats de Catalunya (1991, 1992, 1993). Aconseguí dos títols estatals de 5 km marxa en pista (1984, 1986) i un de 3.000 m en pista coberta (1988), i diversos rècords en l'àmbit català i estatal.
Al Campionat d'Europa d'Atletisme de 1986 va guanyar la medalla d'or en els 10 km marxa, amb un temps de 46:09 segons, arribant a la meta per davant de les atletes sueques Ann Jansson (plata amb 46:13 segons) i Siv Ibáñez (bronze amb 46:19 segons). Es va convertir així en la primera dona catalana que guanyava una medalla en uns Campionats d'Europa d'Atletisme, i a l'edat de 16 anys, 10 mesos i 2 dies, en la més jove de tots els temps.
Al Campionat del Món Júnior de 1988, celebrat a la ciutat canadenca de Sudbury, va guanyar l'or en els 5 km marxa, amb un temps de 21: 51.31 segons, per davant de la també catalana Olga Sánchez i la italiana Maria Grazia Orsani. Va participar en els Jocs Olímpics d'Estiu de 1992, aconseguint la 10a posició en la prova de 10 km marxa. També en categoria júnior fou subcampiona d'Europa (1987) i guanyà la medalla de bronze de 3.000 m marxa del Campionat d'Europa (1988).
Abandonà la competició el 1996 però reaparegué l'any 2000 en la prova de 20 km marxa. Entrenà a les ordres de Rafael Sánchez fins al febrer del 2004, que fou sancionada per dopatge i es retirà. Treballa al Centre d'Alt Rendiment de Sant Cugat.